# Genyorchis elongata
Genyorchis elongata är en orkidéart som beskrevs av Robyns och Roland Louis Jules Alfred Tournay. Genyorchis elongata ingår i släktet Genyorchis och familjen orkidéer. Inga underarter finns listade i Catalogue of Life.